# United Internet
United Internet è una società tedesca fondata nel 1988 che offre servizi internet.
Quotata in Borsa, ha sede a Montabaur ed opera in Europa, USA, Canada.
Offre vari servizi: domini mail, web marketing attraverso vari marchi: 1&1, InterNetX, GMX, WEB.DE, AdLINK Media.
Ha inoltre partecipazioni importanti in altre società del settore: Jimdo, Open-Xchange, ePages, Versatel, Rocket Internet, Mail.com, ecc.
È, con Deutsche Telekom, uno dei maggiori fornitori di Internet in Europa.